# Reyes y reina
Reyes y reina (en francés Rois et Reine) es una película francesa dirigida por Arnaud Desplechin estrenada en Francia el 22 de diciembre de 2004. Logró varios reconocimientos, como el premio Louis Delluc y el César al mejor actor pour Mathieu Amalric. La cinta es asimismo la pieza central de una trilogía informal del director compuesta por Léo, en jouant "Dans la compagnie des hommes" de 2003 y por Un conte de Noël de 2008.

## Sinopsis
Dos historias paralelas, la vida de Nora, quien se va casar con un hombre rico y distante, Jean-Jacques, y la reclusión en un hospital psiquiátrico de Ismael, se encuentran cuando Nora propone a Ismael adoptar a su hijo único de diez años, Elías. Elías nació del matrimonio de ella con Pierre, quien se suicidó antes de que el niño naciera. Ismael, un violista caprichoso y deprimido, ha sido el segundo compañero de Nora. Juntos educaron durante seis años a Elías, hasta la separación por iniciativa de ella. La propuesta de adopción llega en el momento de la noticia de la cercana muerte del padre de Nora, al cual ella es muy cercana. Ismael, lleno de deudas e internado por decisión de otras personas, duda sobre la propuesta. Con la ayuda de su amigo abogado, el señor Mamanne, y del psiquiatra, el doctor Vasset, logra hacerse pasar por un irresponsable penal de las deudas adquiridas y termina saliendo del hospital donde sin embargo pasaba días agradables con personas más locas que él. Siguiendo los consejos de su psicoanalista la doctora Devereux, Ismael decide no adoptar a Elías, explicándole directamente el por qué. Inestable pero ayudado por su familia en Roubaix, Ismael, aunque echado de su cuarteto por un amigo cercano, logra volverse a integrar a la vida gracias a Arielle, una joven estudiante de chino que encuentra en el hospital. Nora acompaña a su padre en sus últimos instantes, y ya en paz con sigo se casa con Jean-Jacques.

## Reparto
| - Nora: Emmanuelle Devos - Ismael: Mathieu Amalric - Señora Vasset: Catherine Deneuve - Louis Jennsens: Maurice Garrel - Chloé Jennsens: Nathalie Boutefeu - Abel Vuillard: Jean-Paul Roussillon - Monique Vuillard: Catherine Rouvel - Arielle: Magali Woch - Señor Mamanne: Hippolyte Girardot - Elizabeth: Noémie Lvovsky | - Pierre Cotterelle: Joachim Salinger - Dr Devereux: Elsa Wolliaston - Elías: Valentin Lelong-Darmon - Señora Seyvos: Shulamit Adar - Simón, el primo: Gilles Cohen - Christian, le félon: Francis Leplay - Jean-Jacques: Olivier Rabourdin - Léopold Virag: Marc Betton - El ladrón de la tienda: Rachid Hami |

## Producción
El presupuesto de filmación de la película fue de 3.871.153 euros, financiado principalmente por Why Not Productions y Rhône-Alpes Cinéma.
El rodaje, iniciado en 2003, se desarrolló en: la ciudad francesa de Grenoble, el Hospital de Ville-Évrard, el Museo del Hombre, el restaurante Buffalo Grill de Neuilly-sur-Marne y la ciudad de París.
La primera proyección de la película fue en el Festival Internacional de Cine de Venecia, el 3 de septiembre de 2004. Tras pasar por algunos festivales más, se estrenó comercialmente en Francia el 22 de diciembre de 2004. En España se estrenó el 10 de octubre de 2005, dentro del Festival Internacional de Cine de Cataluña. En México se estrenó el 26 de septiembre de 2006 y en Argentina el 23 de agosto de 2007.

## Recepción
Reyes y reina registró 646.962 entradas en Francia de un total de 708.414 espectadores en Europa, de los cuales 22.793 fueron en Reino Unido.
En lo que respecta a la recepción de la crítica, en general fue bastante positiva. En Metacritic la película consiguió un 85 de valoración como media de las 26 críticas profesionales recogidas, y las nueve reseñas del público dan una nota de 8.6/10. En IMDb recibe un 7.0/10, con más de cuatro mil reseñas. En Rotten Tomatoes consigue un 86% de aprobación entre la crítica especializada y un 80% entre el público en general. En Filmaffinity consigue un 7/10 con 9 críticas profesionales y 758 votos del público.
Ruthe Stein, crítica del San Francisco Chronicle, dice de la película: «Aunque es demasiado largo y difícil de digerir, es un festín que no querrás perderte». Y J. Huberman declara en The Village Voice: «Este extravagante melodrama familiar, uno de los puntos culminantes del Festival de Cine de Nueva York del año pasado, dura dos horas y media y nunca se queda atrás, por lo que las jugadas narrativas de Desplechin, así como su temeraria excentricidad, son cautivadoras en todo momento».

## Premios
* Fuente: Página de la película en IMDb. 
| Año  | Premio o festival                                     | Categoría                         | Nominado                         | Resultado |
| ---- | ----------------------------------------------------- | --------------------------------- | -------------------------------- | --------- |
| 2004 | Cahiers du Cinéma                                     | Mejor película                    | Arnaud Desplechin                | Nominado  |
| 2004 | Festival de Venecia                                   | León de Oro a la mejor película   | Arnaud Desplechin                | Nominado  |
| 2004 | Premio Louis Delluc                                   | Mejor película                    | Arnaud Desplechin                | Ganador   |
| 2004 | Sindicato de Críticos de Cine de Francia              | Mejor película                    | Arnaud Desplechin                | Ganador   |
| 2005 | Premios César                                         | Mejor película                    | Arnaud Desplechin                | Nominado  |
| 2005 | Premios César                                         | Mejor actor                       | Mathieu Amalric                  | Ganador   |
| 2005 | Premios César                                         | Mejor actriz                      | Emmanuelle Devos                 | Nominada  |
| 2005 | Premios César                                         | Mejor actor secundario            | Maurice Garrel                   | Nominado  |
| 2005 | Premios César                                         | Mejor dirección                   | Arnaud Desplechin                | Nominado  |
| 2005 | Premios César                                         | Mejor revelación femenina         | Magali Woch                      | Nominada  |
| 2005 | Premios César                                         | Mejor guion original o adaptación | Roger Bohbot y Arnaud Desplechin | Nominados |
| 2005 | Premios del Círculo de Críticos de Cine de Nueva York | Mejor actriz                      | Emmanuelle Devos                 | Nominada  |
| 2005 | Premios Lumières                                      | Mejor actor                       | Mathieu Amalric                  | Ganador   |
| 2005 | Premios Lumières                                      | Mejor actriz                      | Emmanuelle Devos                 | Ganadora  |
| 2005 | Étoiles d'Or                                          | Mejor película                    | Arnaud Desplechin                | Ganador   |
| 2005 | Étoiles d'Or                                          | Mejor director                    | Arnaud Desplechin                | Ganador   |
| 2005 | Étoiles d'Or                                          | Mejor actor                       | Mathieu Amalric                  | Ganador   |
| 2005 | Étoiles d'Or                                          | Mejor actriz                      | Emmanuelle Devos                 | Ganadora  |
| 2005 | Village Voice Film Poll                               | Mejor película                    | Arnaud Desplechin                | Nominado  |
| 2005 | Village Voice Film Poll                               | Mejor dirección                   | Arnaud Desplechin                | Nominado  |
| 2005 | Village Voice Film Poll                               | Mejor actuación femenina          | Emmanuelle Devos                 | Nominada  |
| 2005 | Village Voice Film Poll                               | Mejor actuación masculina         | Mathieu Amalric                  | Nominado  |
| 2005 | Village Voice Film Poll                               | Mejor guion                       | Roger Bohbot y Arnaud Desplechin | Nominados |